# Vägtrafikolyckor i Stockholm

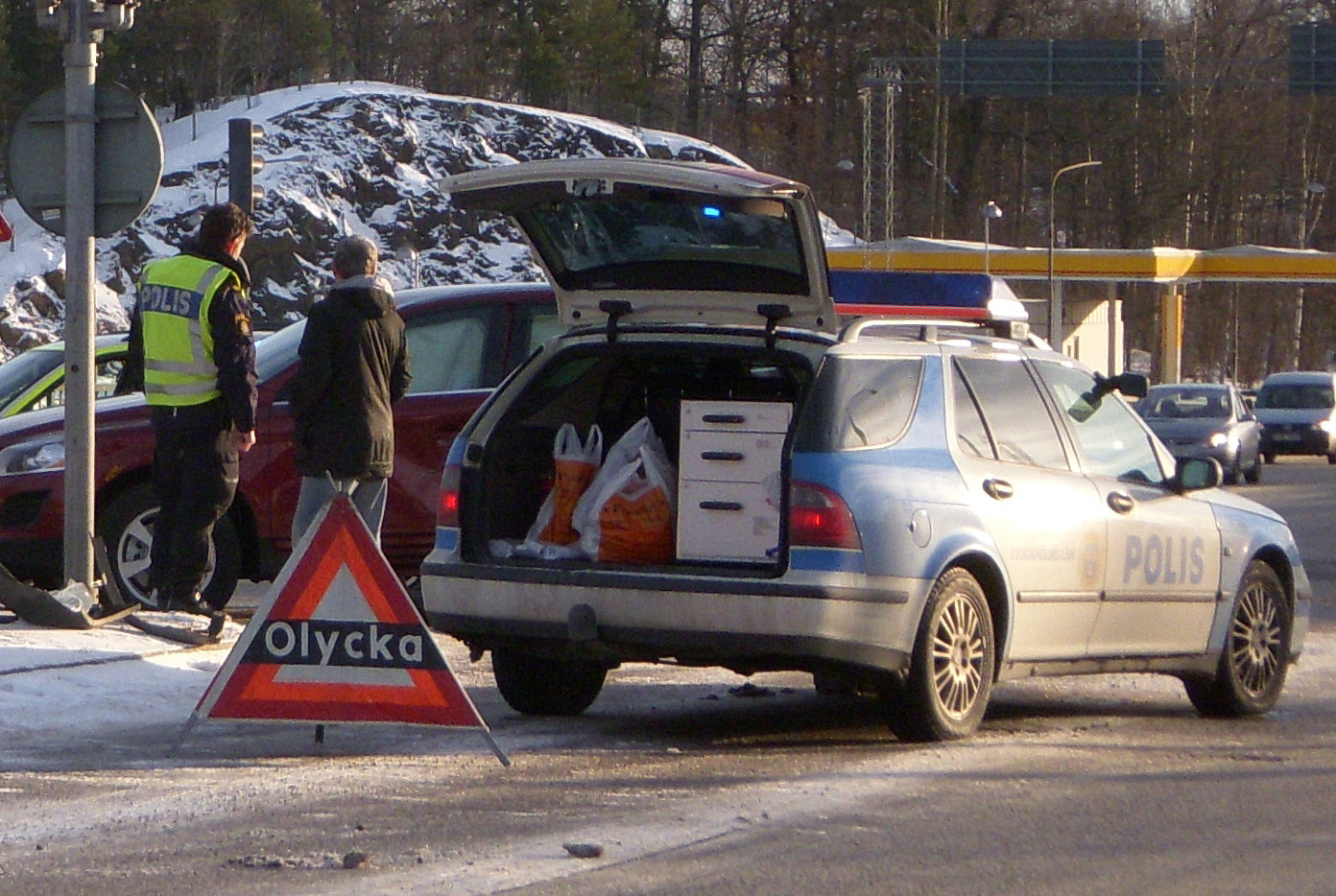
Trafikolycka i Skärholmen, 2011.

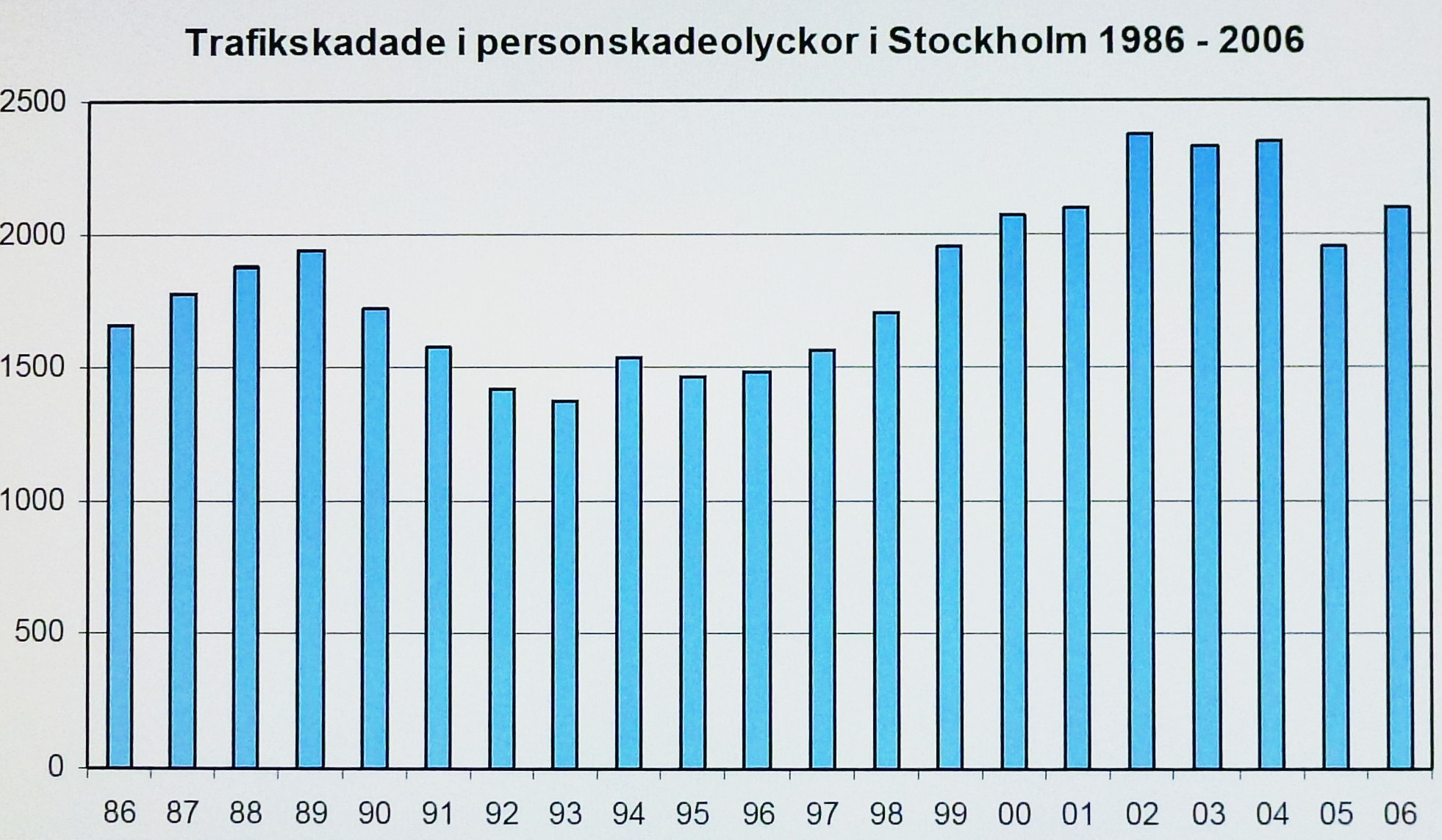
Polisrapporterade trafikskadade i Stockholms kommun, 1986-2006.

Vägtrafikolyckor i Stockholm har registrerats och utvärderats första gången år 1914. Då polisrapporterades 600 trafikolyckor med 20 omkomna personer i Stockholm, det var lika många dödade som år 2000, men med betydligt lägre befolkningsantal och bara omkring 3 200 registrerade motorfordon på Stockholms gator. Trots en rad trafikförbättringsåtgärder steg olyckstalen till en första topp år 1930 med 45 dödade. 
Från och med 1935 började Statistiska centralbyrån redovisa årliga statistiska meddelanden över ”Olyckor vid trafik med motorfordon”. Samma år började även Stockholms gatukontor systematisk uppfölja och dokumentera olycksutvecklingen med bland annat översiktskartor, som gav en illustrativ och tydlig överblick över stadens trafikfarliga gator och korsningar.
Efter andra världskriget fortsatte ökningen av dödstalen, särskilt under 1950- och 1960-talen och nådde 1960 och 1968 över 70 dödade personer i Stockholmstrafiken, en notering som därefter inte skulle uppnås igen. På 1970-talet sjönk antal omkomna i Stockholmstrafiken kraftig och år 2006 noterades den hittills lägsta siffran med 7 dödade. Detta är såväl nationell som internationell en mycket låg siffra. 
Den officiella trafikolycksstatistiken grundar sig på de olyckor som rapporteras till polisen, men inte alla trafikolyckor anmäls. Hur många som verkligen trafikskadas i Stockholm vet ingen med säkerhet. Enligt uppskattningar som Stockholms stads trafikkontor låtit göra kan det röra sig om 5 000 – 5 800 personer varje år. I stadens trafiksäkerhetsprogram är det övergripande målet fram till 2020 en 40-procentig minskning av antalet dödade och svårt skadade i polisrapporterade trafikolyckor.

## Historik

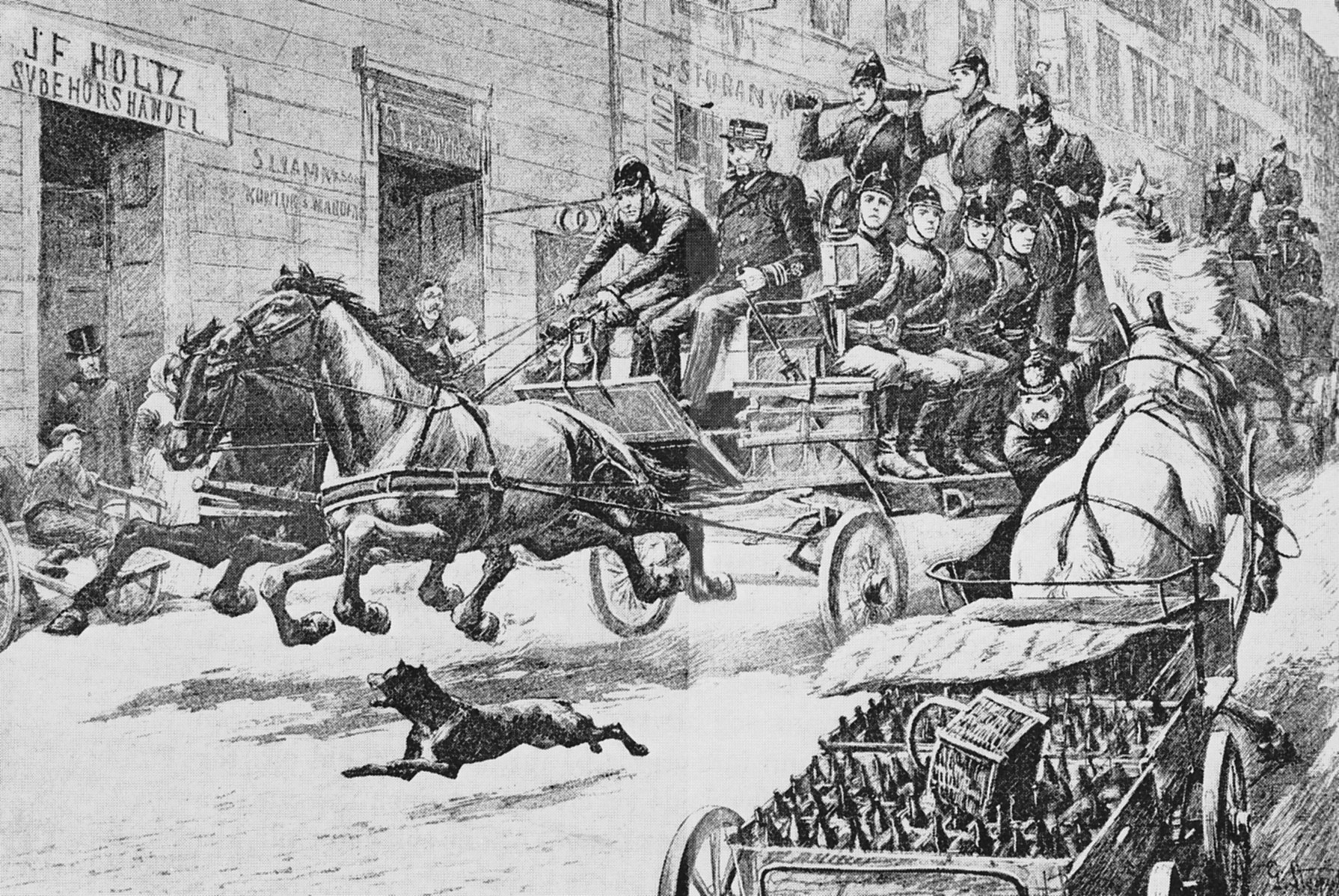
Stockholms brandförsvar rycker ut, hästen i förgrunden blir skrämd och skenar, 1880-tal.

Före bilismens tid var allvarliga trafikolyckor i Stockholm sällsynta. Trots att hästtrafiken var omfattande så gick det inte särskilt fort. Hästar som drog vagnar på Stockholms gator hade i regel en hastighet på fem till tio kilometer per timme och det gav en kort bromssträcka. Stockholmsvana hästar hjälpte dessutom själva till med att trafiken skulle avlöpa friktionsfri. De hittade hem, även om kusken skulle ta sig en tupplur på kuskbocken.
I och med järnvägens intåg till Stockholm på 1870-talet började olycksfrekvensen att stiga.  Enligt samtida rapporter kunde hästar vid exempelvis Mälartorget eller Kornhamnstorg bli skrämda och skenade, när ett förbipasserande tåg visslade. Likaså blev hästar skrämda av Stockholms brandförsvar under utryckning när brandmännen blåste i sina horn för att få fri väg. Kring sekelskiftet 1900 var Stockholms gatunät praktiskt taget bilfritt, men när Stockholms första bilar smattrade över stadens vägar blev hästar rädda.
I en stad, praktiskt taget utan gångbanor eller refuganordningar, utan reglerad trafik och där gatulivet utspelade sig mitt på gatan är det inte förvånansvärt att bilolyckor dominerade. Att mötande trafik skulle hålla till vänster stadgades redan i 1734 års gästgiveriförordning. Där hette det bland annat: 
| ” | § 23. När Resande eller Farande i Städer eller på Landet mötas, böra de til hvar sin vänstra sida således vika, at de hinderlöst kunna komma hvarannan förbi, vid Tio Daler Silfvermynts Bot för den, som häremot bryter; är Vägen för trång, at endera måste nödvändigt å sidan, då vike den gående för den ridande, den ridande för den åkande, Kärra före Vagn, den mindre Vagn för den större, den tomme eller den med Folk uti för den med Lass, det mindre Lasset för det större… | „ |

Före bilismens genombrott kördes ändå på breda gator och öppna platser så som man ansåg det lämpligast och mest praktiskt, det vill säga "i en enda röra". Men bilar hade fångat allmänhetens intresse. Den första bilutställningen i Stockholm ägde rum år 1903 i Idrottsparken på platsen för nuvarande Stockholms stadion. Åren 1905 och 1907 följde ytterligare två bilutställningar. Med trafikregler från 1700-talet skulle nu ett helt nytt fordonsslag börja trafikera stadens gator, nämligen motordrivna fordon. Resultatet blev oproportionerligt många trafikolyckor i förhållande till trafikmängden. 

## Den första olycksfallsstatistiken år 1914

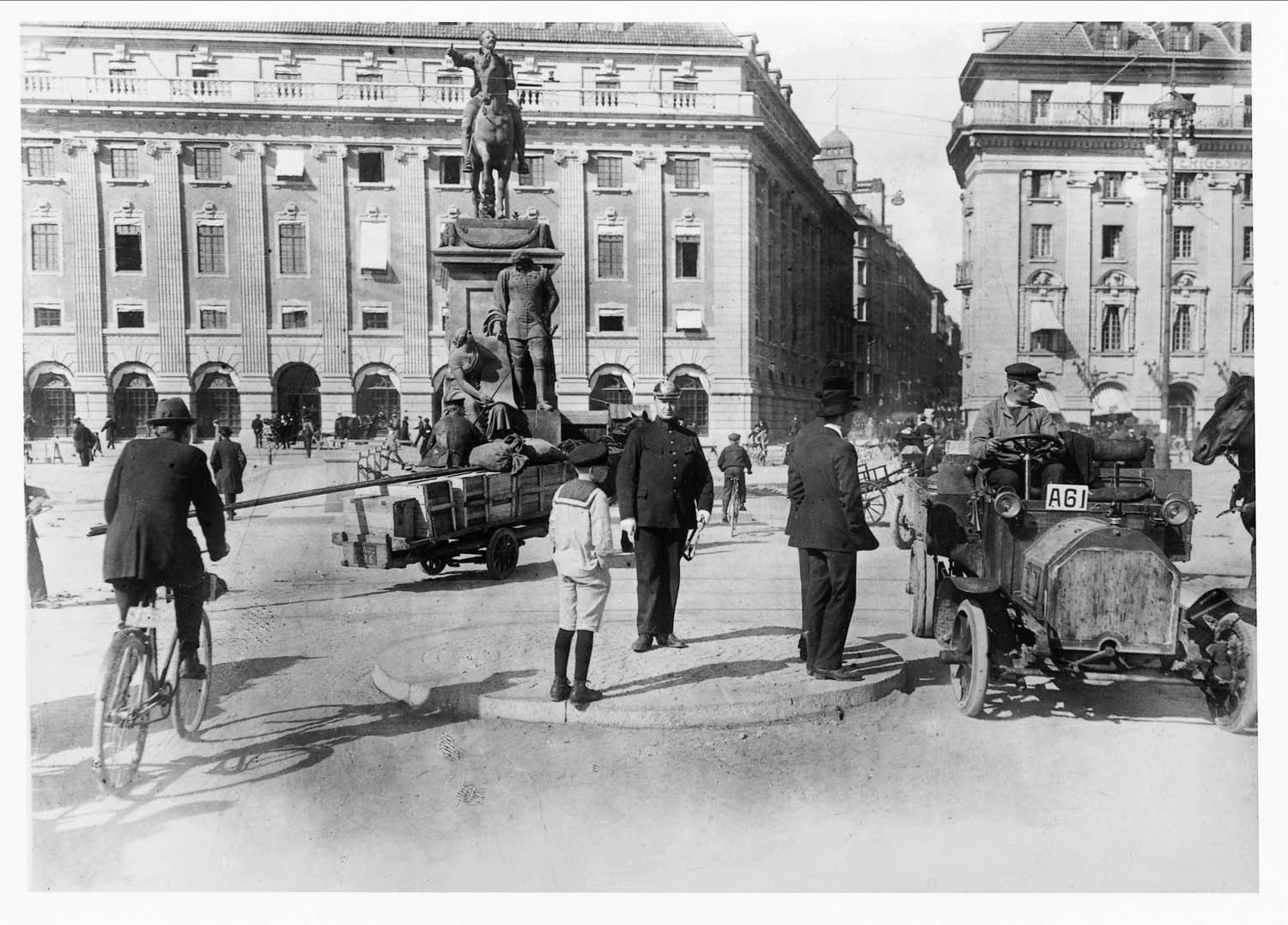
Gustav Adolfs torg, i rondellen står en polisman som övervakar trafiken, 1910.

Sveriges första bot för fortkörning fick bokhållaren Carl Oscar Henning Forslund när han körde sin automobil på Strandvägen den 26 maj 1900. Enligt polisrapporten framförde han ...automobilen i den starkaste fart så att annan deraf kunde skadas, och utan det ringaste bry sig konstapelns vid båda tillfällena till Forslund gifvna tillrop att ej köra så fort. Fem dagar senare dömdes Forslund vid Polisdomstolen till 10 kronors böter för "öfverdådig framfart".
När registreringen av motorfordon började 1905 fanns  177 bilar i huvudstaden och tio år senare var det 3 169 bilar och lastbilar (bussar fanns inte än). Den första grundliga undersökning om trafikolyckor i Stockholm gjordes 1914 och det var polisrapporter som lades till grund. Under hela detta år rapporterades 600 trafikolyckor av dem togs 532 olyckor in i den statistiska bearbetningen. Man konstaterade att bilolyckor dominerade  ”i denna automobilismens tidevarv”. När facit drogs efter årets slut visade de sig att bilar i kollision uppgick till 416, hästfordon till 114, spårvagnar till 114, cyklar till 151, motorcyklar till 29 och 182 personer blev påkörda. Totalt dödades 20 personer (därav 12 genom bilolyckor), som hälsovårdsnämnden uppgav i den slutgiltiga rapporten.
I undersökningen från 1914 summerade slutrapporten 118 i trafikolyckor inblandade fotgängare och man ansåg att det var fotgängarna som var vållande i de allra flesta fall. Bara 18 bilförare beskylldes för ”vårdslös framfart” medan fotgängarnas felbeteende betecknades som ”bristande uppsikt”, ”villrådighet”, ”berusning” eller småbarn som hade lämnats utan tillsyn (31 barn hade påkörts av bil). Gällande 350 sammanstötningar mellan fordon var den dominerande orsaken vårdslöshet i gatukorsning. I rapporten påtalades även att i gatukors, där en polisman dirigerade trafiken ”nonchalerades dennes anvisningar understundom”. Automobilförarna däremot ogillade polismyndighetens ”förföljelselusta”.
Gällande 20 olyckor med dödlig utgång väcktes åtal endast i tre fall. Till de mest olycksdrabbade områdena hörde Skeppsbron, Norrbro, Slussen, Vasagatan och Birger Jarlsgatan. 1914 hade Stockholm 386 270 invånare och 2 944 registrerade bilar samt 338 lastbilar.
Lärdomen från 1914 års olycksfallsstatistik var att genom teknisk förbättrat vägnät med exempelvis tydliga markeringar och genom effektivare renhållning kunde antal trafikolyckor minskas. Man förstod också att polisen ensam inte kunde skapa goda trafikförhållanden. Det behövdes även information för  och utbildning av bilförare. Körkort infördes visserligen i Sverige redan 1906  men först 1916 kom de första lagkraven på vad en förare av motorfordon skulle kunna.  
Några konkreta åtgärder började synas i staden. De första vägskyltarna sattes upp 1921 och 1922  på Engelbrektsplan respektive Vasagatan. Den första stoppskylten kom på plats 1925 i korsningen Kungsgatan/Vasagatan. I samma korsning fick Stockholm sin första trafiksignal, som togs i drift i januari 1925 (se Stockholms trafiksignaler). Samma år fanns 9 011 bilar, lastbilar och bussar i staden. Därtill kom 2 521 motorcyklar.

## 1927 års olycksfallsstatistik
Nästa stora analys av trafikolyckor genomfördes under år 1927.  Samtidigt jämfördes detta års olyckor med de tre föregående årens. För tiden mellan 1914 och 1924 saknades data men i ett par diagram sammanförde man kurvorna helt enkelt.  Det var en tveksam metod utan större informationsvärde, eftersom första världskriget föll under perioden med nästan obefintlig motortrafik. 
År 1927 inträffade 2 107 polisrapporterade trafikolyckor. Inblandade var 1 550 bilar, 830 lastbilar, 72 bussar, 277 spårvagnar, 410 cyklar och 55 hästfordon samt  470 fotgängare. Antal dödade var 27, därav 18 fotgängare. Nu såg man även betydlig allvarligare på förare av motorfordon som var inblandade i trafikolyckor. Bristfälligt och felaktigt körsätt bedömdes i över 70 procent var den direkta anledningen till olyckorna och åtal väcktes i 80 procent av dem. 1927 hade Stockholm 464 699 invånare och 16 400 registrerade motorfordon.

## 1935 års riksomfattande olycksfallsstatistik

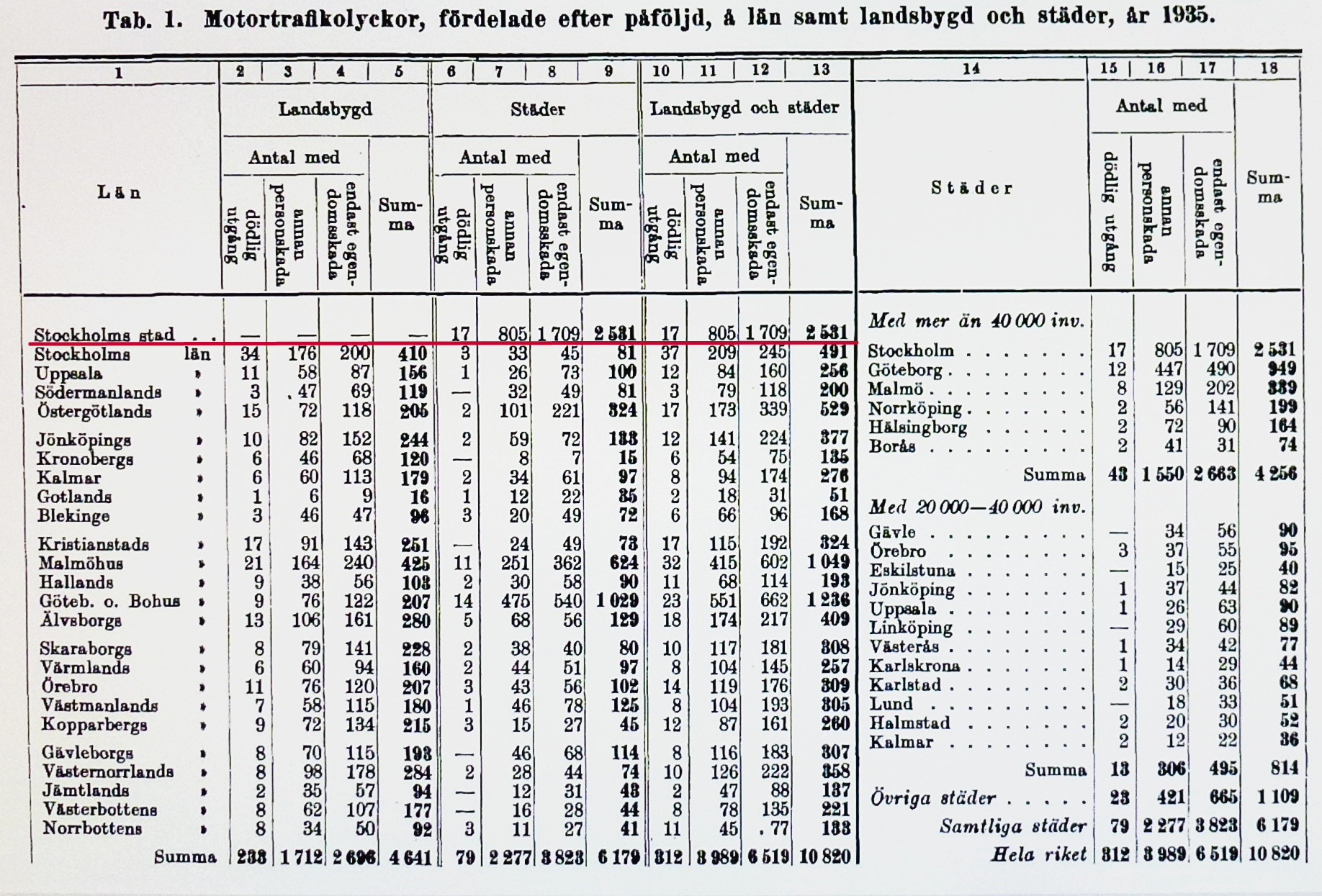
Statistiska centralbyråns "Tabell 1" från 1935.

Från och med 1935 började Statistiska centralbyrån att redovisa årliga statistiska meddelanden över ”Olyckor vid trafik med motorfordon”. Järnvägsolyckor skulle redovisas i järnvägsstyrelsens publikationer. 
Uppdraget kom efter ett beslut av Kungl. Maj:t 1934 och gällde hela landet. Till grund för statistiken låg polisrapporter över inträffade trafikolyckor, alltså samma metod som tillämpades fram till år 2003 (därefter medräknas även sjukhusrapporter).
I Statistiska Centralbyråns redovisning ingick tio tabeller där de nio första innehöll uppgifter om antalet motortrafikolyckor med fördelning efter en mångfald olika synpunkter. Exempelvis motortrafikolyckor fördelade efter påföljd, fördelade efter lokala förhållanden, fördelade efter månad och veckodag, fördelade efter delaktiga fordon samt fördelade efter huvudorsak och art. Till dokumentet fogades en resumé på franska.
Av Statistiska Centralbyråns omfattande material framgår bland annat att  1935 rapporterades 10 820 motortrafikolyckor i hela landet och att Stockholms stad stod i särklass med ett avsevärt större antal olyckor (2 531) än andra städer. Närmast i antal kom Göteborg med 949 olyckor och Malmö med 389 olyckor. Samma år omkom 312 personer i hela landet, varav 17 i Stockholm, 12 i Göteborg och 8 i Malmö.

## Gatukontorets olyckskartor

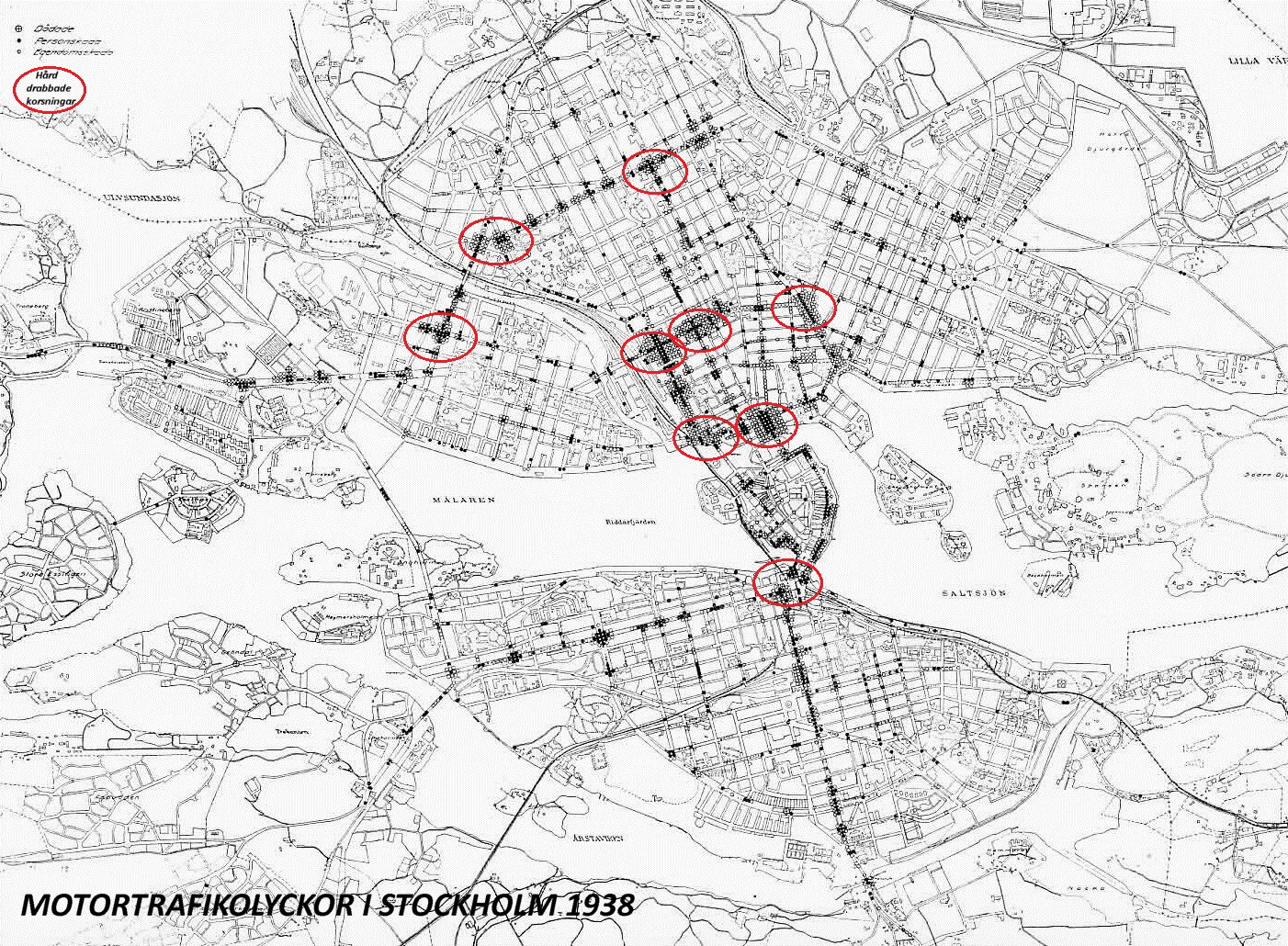
Gatukontorets karta över trafikolyckor i Stockholm 1938. Särskilt drabbade korsningar är markerade med en röd ring.

Under 10-årsperioden 1928 till 1937 nåddes i  Stockholm redan 1930 den högsta olyckssiffran med 3 539 polisrapporterade trafikolyckor därav 45 med dödlig utgång. Från och med 1935 började även Stockholms gatukontor att systematisk uppfölja och dokumentera olycksutvecklingen. 1935 hade Stockholms stad 533 618 invånare och 21 468 registrerade motorfordon.
Kontoret markerade varje olycka på översiktskartor där dödade, personskador och egendomsskador särskild markerades.  Materialet redovisades efter några år i ett särskilt kartverk över de mest trafikerade och olycksdrabbade korsningar, trafikplatserna och gatustråk.
På en karta över motortrafikolyckor i Stockholm år 1938 framgår särskild drabbade gatustråk  (från norr till söder): Odengatan, Sankt Eriksgatan, Drottninggatan, Birger Jarlsgatan, Sveavägen, Vasagatan, Skeppsbron, Hornsgatan och Götgatan. Bland drabbade trafikplatser märks (från norr till söder) korsningen Odengatan/Sveavägen, Sankt Eriksplan, korsningen Sankt Eriksgatan/Fleminggatan, korsningen Vasagatan/Kungsgatan,  Hötorget, Stureplan, Tegelbacken, Gustaf Adolfs torg, Slussen och Södermalmstorg. 
Ett problem var dock att inte samtliga trafikolyckor rapporterades, särskild lättare plåtkrockar klarades upp utan polis och blev därför inte registrerade. Olyckskartan från 1938  ger dock en illustrativ och tydlig överblick över stadens trafikfarliga gator och korsningar. Gatukontorets årliga statistik och översiktskartor bildade sedan underlag för gatu- och trafiktekniska förbättringar. Exempelvis kunde en ombyggnad till cirkulationsplats minska antal olyckor avsevärt eller man kunde helt eliminera olyckorna genom att uppsätta trafiksignaler.
Under andra världskriget upphörde praktiskt taget all privat biltrafik med minskade antal trafikolyckor som följd. 1940 fanns bara 3 108 personbilar på stadens gator. Lastbilstrafiken med 5 526 fordon i drift hade inte drabbats helt så hård som biltrafiken. Det var första gången att det kördes fler lastbilar än personbilar i Stockholm. Antal dödade i trafiken åren 1939 till 1945 pendlade mellan 20 och 30.

### Trafikolyckor - historiska bilder

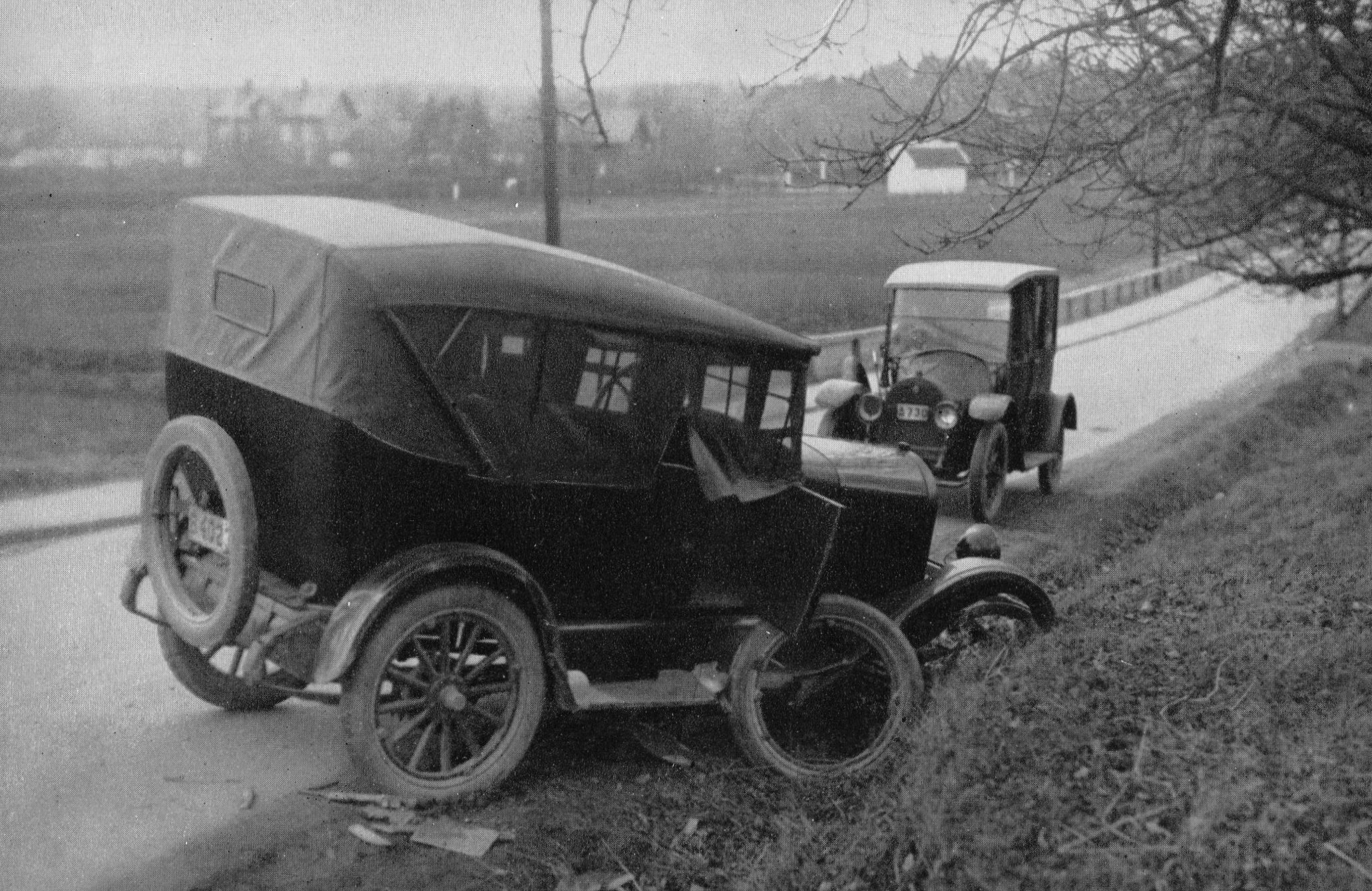
Frescati 1924
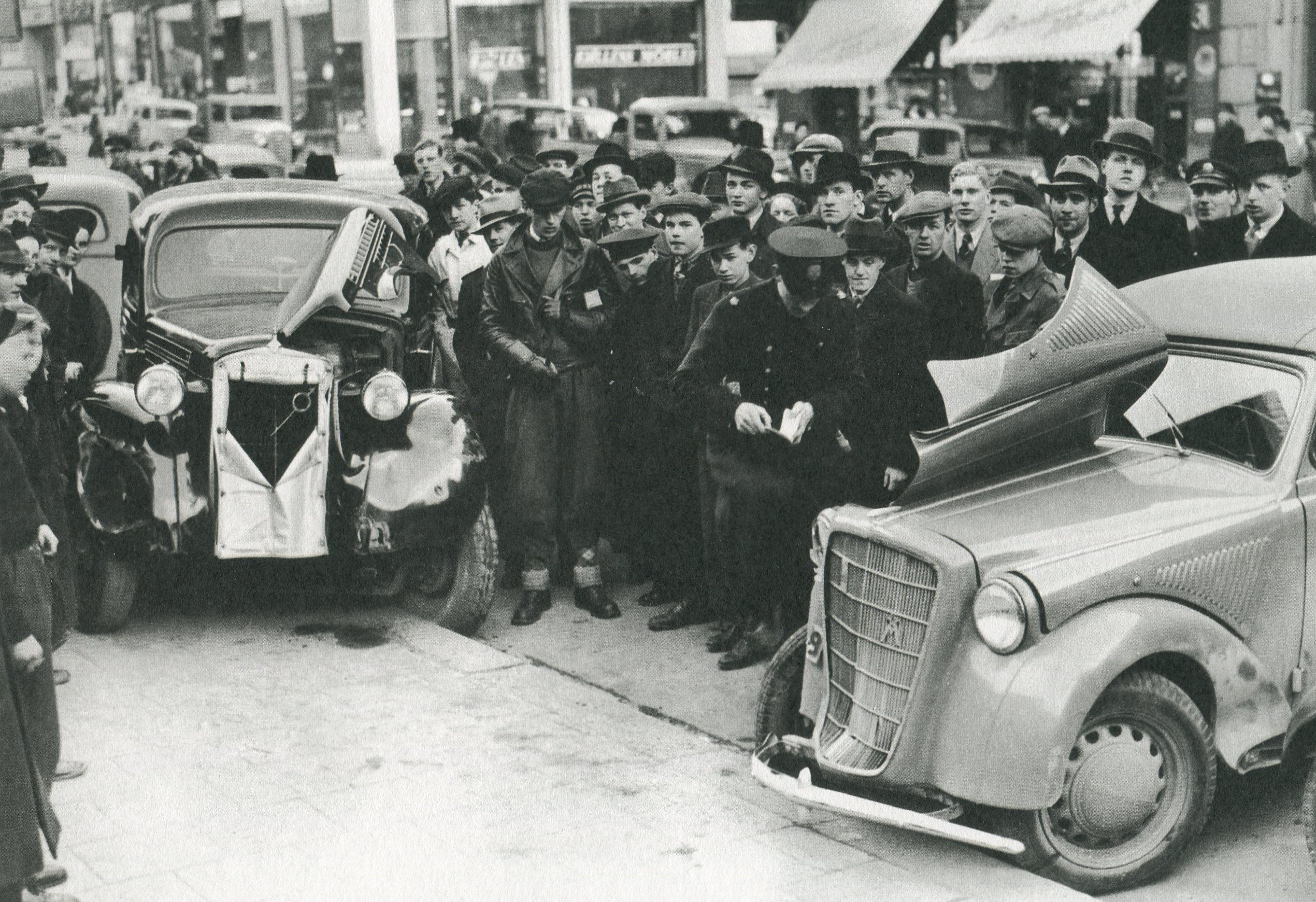
Sveavägen 1938
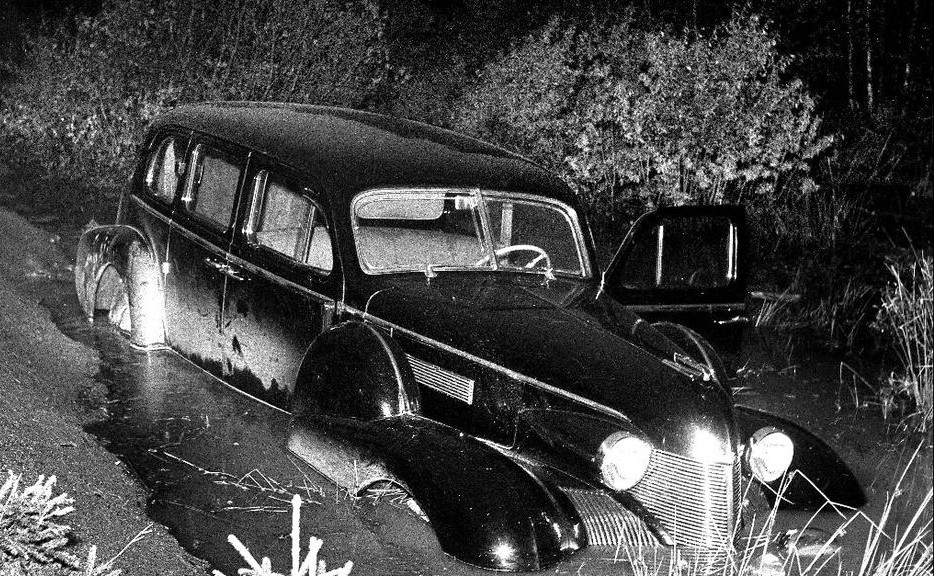
Gustaf V:s dikeskörning i Segeltorp 1946
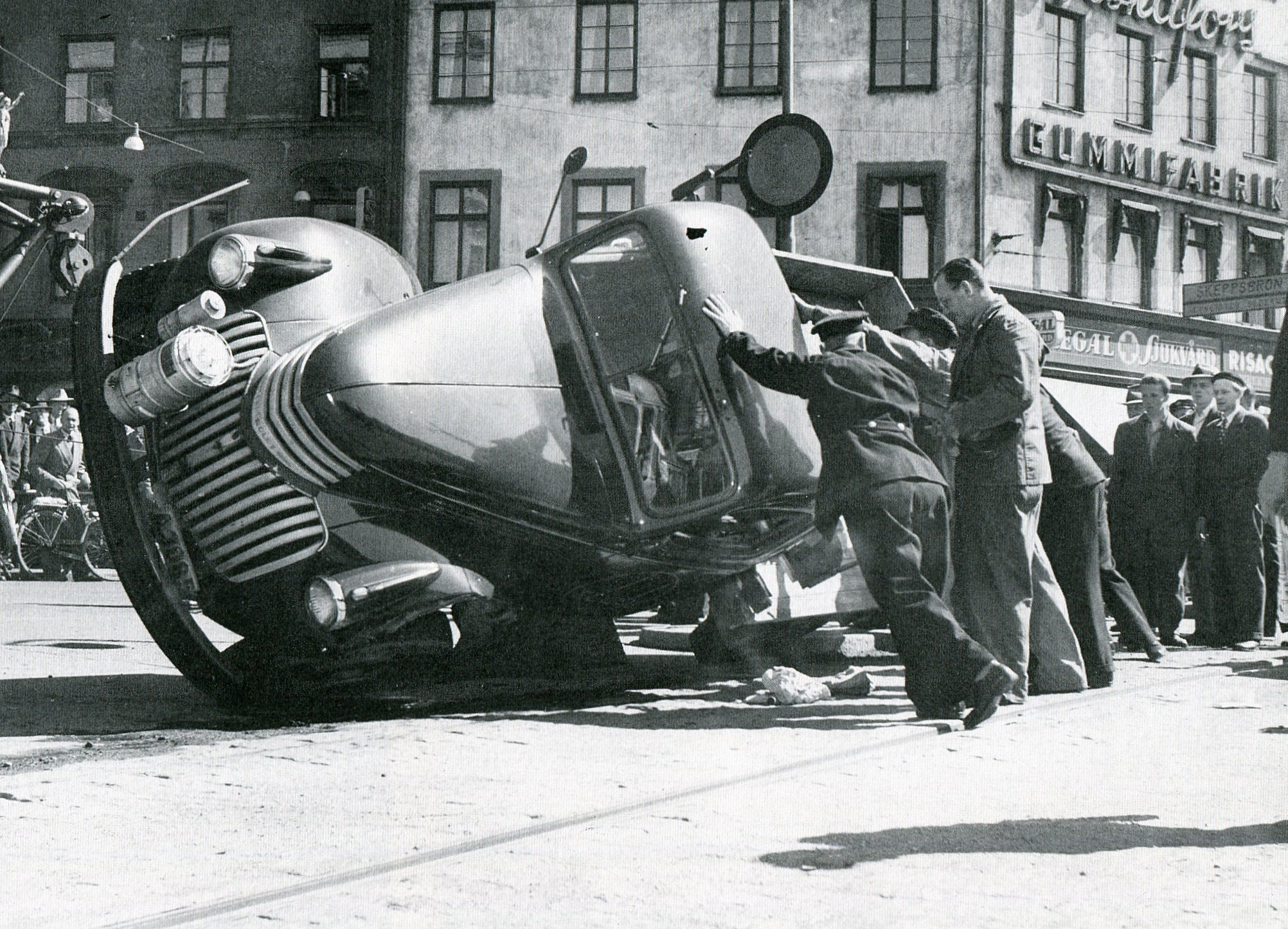
Kornhamnstorg 1952
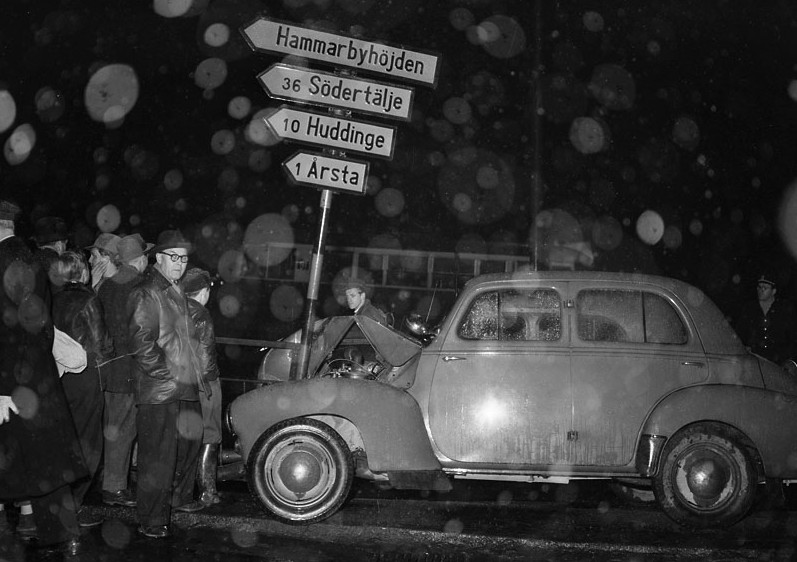
Skanstullsbron 1952

## Efterkrigstidens höga dödsantal

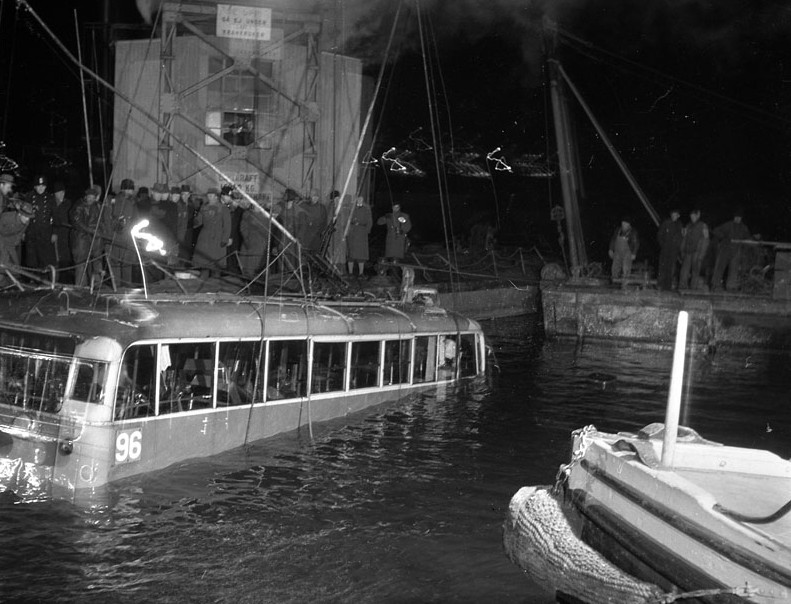
Essingebroolyckan, bärgning, 1948.

Under senare delen av 1940-talet ökade dödstalen åter och överträffade toppen från 1930. En mera kuriös olycka utan döda inträffade den 28 september 1946 med den Cadillac av 1939 års modell som kung Gustaf V färdades i på Gamla Södertäljevägen strax före Segeltorps municipalsamhälle. Kungen, hans hovstallmästare och två andra jägare var på hemväg från en jakt på Tullgarns slott. Chauffören tappade kontrollen över bilen och sladdade av vägen och hamnade i ett vattenfyllt dike. Platsen skulle sedermera kallas Kungens Kurva (se Gustaf V:s dikeskörning i Segeltorp).
En betydlig allvarligare olycka hände den 24 november 1948 - Essingebroolyckan - troligen en av de värsta trafikolyckorna i Stockholms historia. En lastbil och en buss kolliderade på den gamla, smala Essingebron. Vid den kraftiga kollisionen slets lastbilen i två delar och det bakre hjulparet lossnade. Bussen girade vinkelrätt mot höger och kraschade in i det svaga broräcket. Under ett par sekunders tid stod bussen och vägde på kanten innan den ramlade över kanten ned i Essingesundet, 14,5 meter under bron. Vid olyckan omkom elva personer och en överlevde.
Antal motorfordon i Stockholm fortsatte att öka: från 13 538 (1945) till 63 565 (1950) och till 139 886 (1960). 1954 registrerades med 15 385 även högst antal motorcyklar i staden, siffran kom aldrig bli så hög igen. Trots att begränsningen till 50 km/tim i tätort infördes 1955 fortsatte ökningen av dödstalen under 1950- och 1960-talen och nådde 1960 och 1968 över 70 dödade personer i Stockholmstrafiken, en notering som därefter inte skulle uppnås igen (se Diagram 1).

## Sjunkande antal trafikdödade efter 1970
Under 1970-talets första hälft minskade antal trafikdödade i Stockholm kraftigt och sjönk på bara fem år från över 70 till under 30 för att sedan pendla kring den nivån. För det finns flera anledningar. I samband med Högertrafikomläggningen 1967 hade många trafikfarliga korsningar byggts om och nya, säkrare trafikleder tagits i bruk. Även den snabba trafiktekniska utvecklingen av gatumiljö och fordon bidrog till förbättringen, exempelvis kom lagen om användning av bilbälten i framsäten 1975.
Åren 1973 till 1976 infördes försöksvis en sänkning av hastigheten från 50 km/tim till 30 km/tim utanför några skolor. Proven visade att en säkerhetshöjande dämpning av trafikrytmen uppnåddes och hastighetssänkningen permanentades och utökades. I början av 1970-talet inträffade även en lågkonjunktur med avflyttning och minskade invånarantal, som också kan ha bidragit till den snabba sänkningen. År 1970 hade Stockholms kommun 744 911 invånare, talet sjönk till 647 214 invånare 1980.

## Trafikolyckor efter år 2000

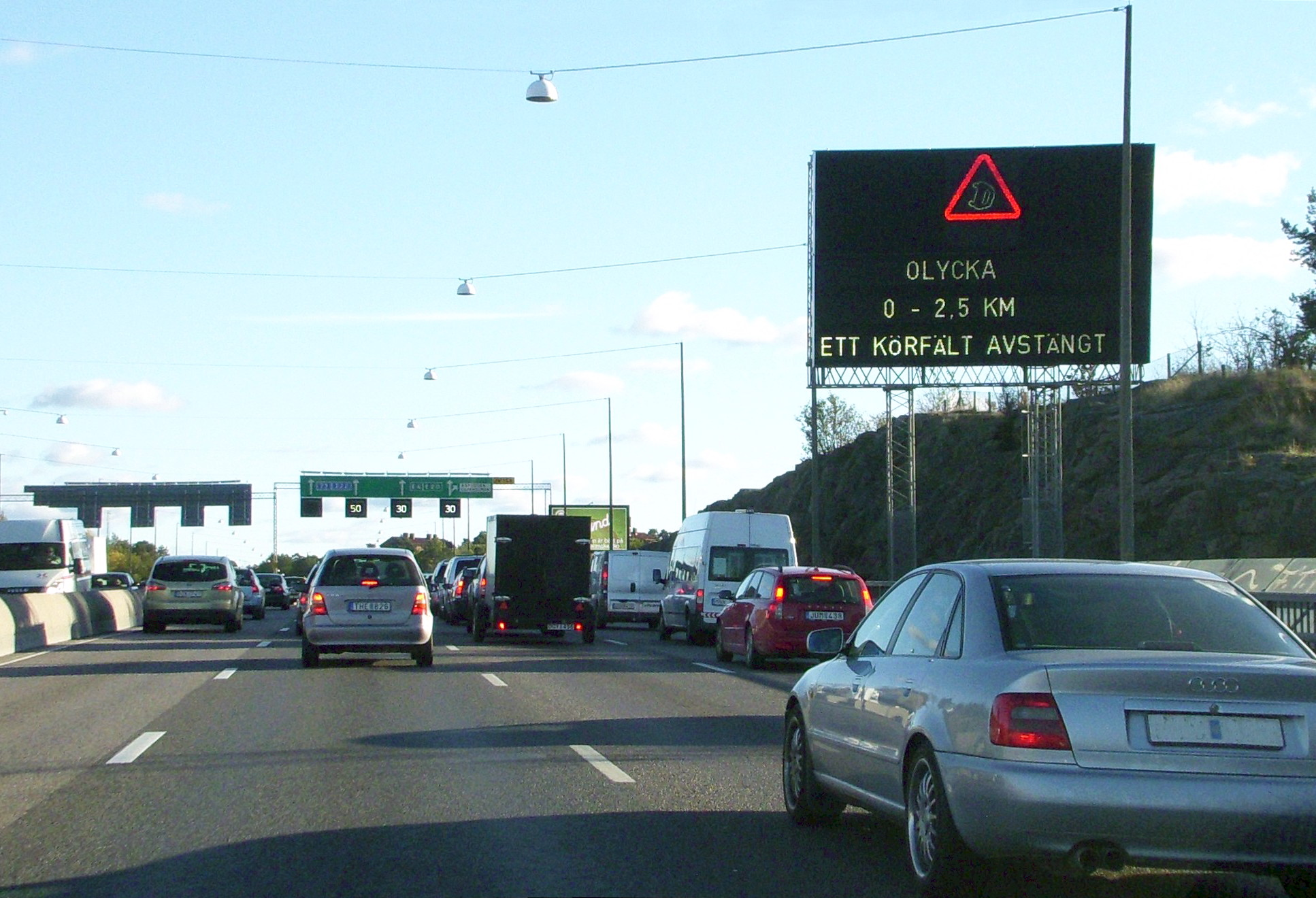
Varning för en trafikolycka med hjälp av Motorvägskontrollsystemet på Södertäljevägen (E4/E20) söderut, 2010.

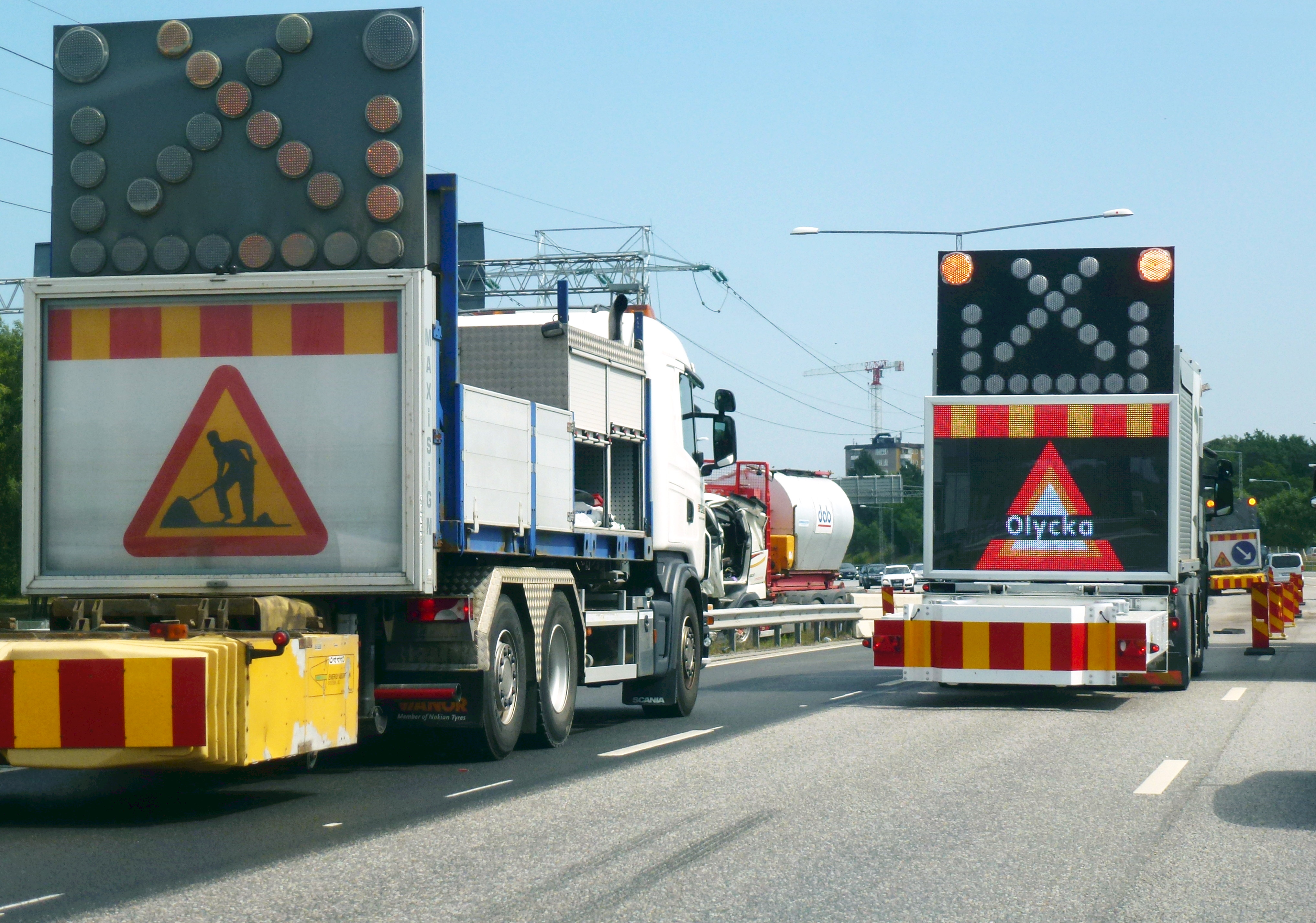
Skyddsfordon säkrar olycksplatsen, Södertäljevägen vid Västberga, 10 juli 2014.

År 2000  dödades 20  personer vid polisrapporterade vägtrafikolyckor i Stockholms kommun. Det är samma antal som vid första mätningen 1914. Efter år 2000 har siffran sjunkit ytterligare och var nere i sju dödade år 2006 för att stiga till 11 dödade år 2011.
I slutet av december 2005 listade Aftonbladet de elva farligaste vägarna i Stockholms kommun och stödde sig på siffror från Folksam.  Det visade sig att Drottningholmsvägen ledde med bred marginal och hade 14 svåra trafikolyckor under år 2005, övriga gator och vägar var:
- Hjulstavägen, 6 olyckor
- Hornsgatan, 5 olyckor
- Bällstavägen, 4 olyckor
- Bergslagsvägen, 4 olyckor
- Birger Jarlsgatan, 3 olyckor
- Essingeleden, 3 olyckor
- Sveavägen, 3 olyckor
- Söder Mälarstrand, 3 olyckor
- Valhallavägen, 3 olyckor
- Centralbron, 3 olyckor

Att Drottningholmsvägen uppvisar så många olyckor beror delvis på för höga hastigheter och på vägens längd, hela nio kilometer.  Längs Drottningholmsvägen finns även stadens farligaste cirkulationsplats; Brommaplan samt Ulvsundaplan som räknas till en av Stockholms mest trafikerade korsningar.
År 2008 framlade Stockholms stads trafikkontor en omfattande rapport om trafikolyckor med personskada i Stockholms stad under perioden 2003–2006. Statistiken grundade sig på uppgifter som är registrerade i STRADA (Swedish TRaffic Accident Data Acquisition), som är Transportstyrelsens informationssystem om skadade och olyckor i vägtransportsystemet. Skadade i spårbunden trafik ingår inte. Rapporten redovisade bland annat:
- Under fyraårsperioden 2003-2006 polisrapporterades i snitt 1 523 trafikolyckor med personskada. I dessa blev totalt 8 710 skadade varav 40 avled och 1 274 klassades som svårt skadade.
- Antalet trafikskadade har minskat de senaste åren jämfört med den topp som fanns mellan 2002 och 2004.
- Den absolut vanligaste dödsolyckan under perioden 2003-2006 har varit en olycka mellan motorfordon och gående.
- Bland dödade är personer mellan 18 och 24 år överrepresenterade.
- Det vanligaste sättet att skadas är som förare i personbil. Därefter följer att skadas som gående eller cyklist. Mörkertalet för oskyddade trafikanter är dock stort i statistiken.
- Den vanligaste typen av olycka mellan 2003 och 2006 var en upphinnandeolycka mellan motorfordon, det vill säga påkörning bakifrån.
- En övervägande del av olyckorna (84 %)  har inträffat på huvudgatorna.
- Tre av fem trafikskadade var män och bland de  dödade var två av tre män.
- Misstänkta alkohol- och drogpåverkade förare registrerades vid 6 % av olyckorna.
- Antal olyckor är högst mellan klockan 15:00 och 17:00 och lägst mellan klockan 4:00 och 5:00.

År 2010 omkom 12 personer i trafiken i Stockholm. 11 av dessa var oskyddade trafikanter (4 gående, 3 cyklister, 1 mopedist och 3 motorcyklister). Stadens övergripande mål för trafiksäkerheten är en 40-procentig minskning av antalet omkomna och svårt skadade i polisrapporterade trafikolyckor fram till år 2012.

### Trafikolyckor - nutida bilder

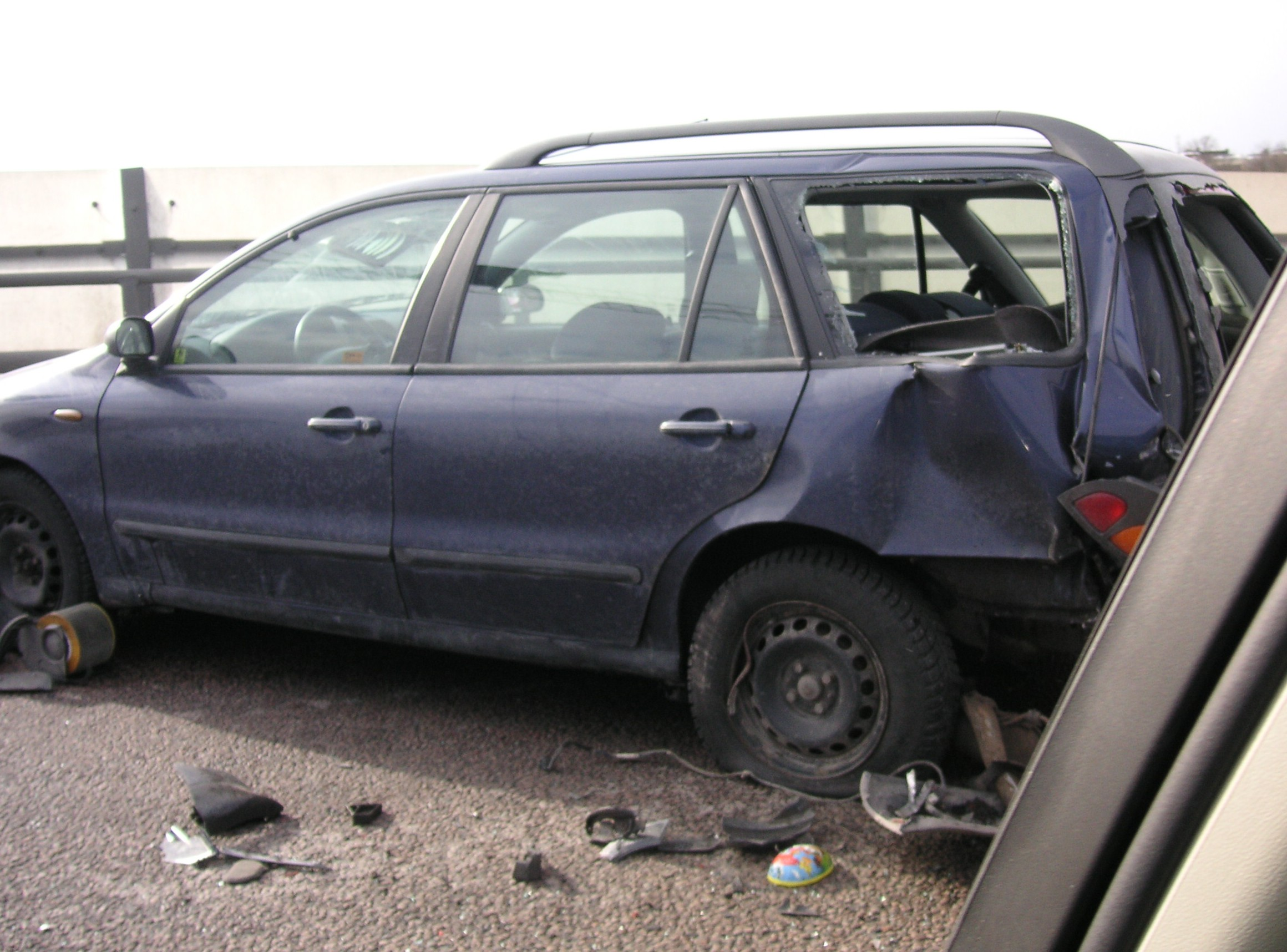
Olycka med personskada på Johanneshovsbron, 2009
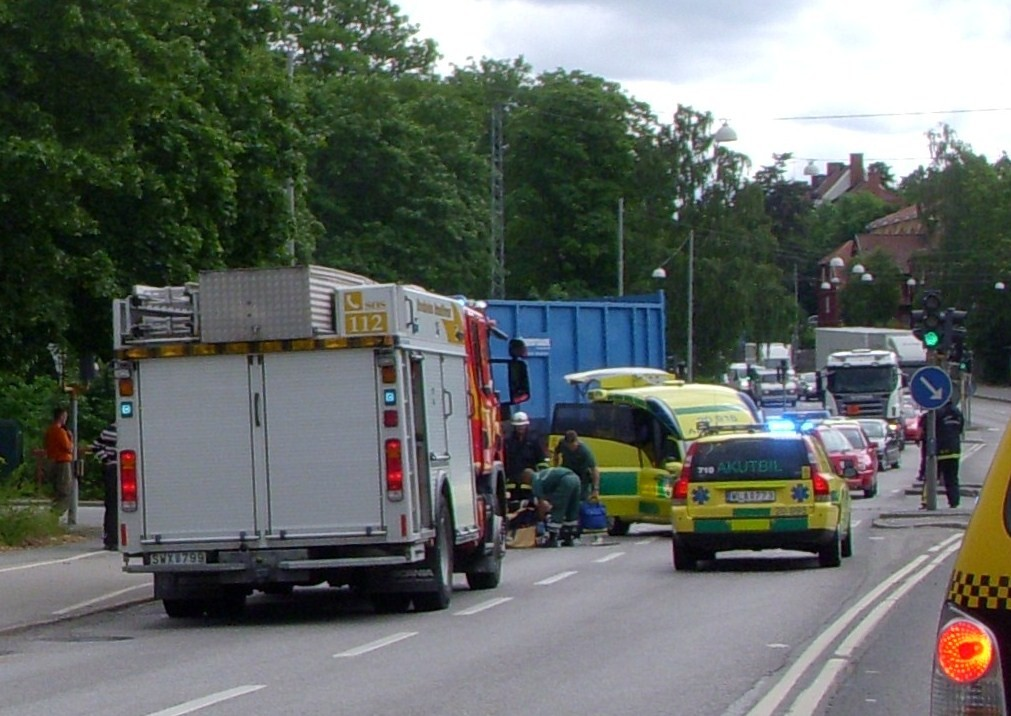
Olycka med personskada på Ulvsundavägen, 2009
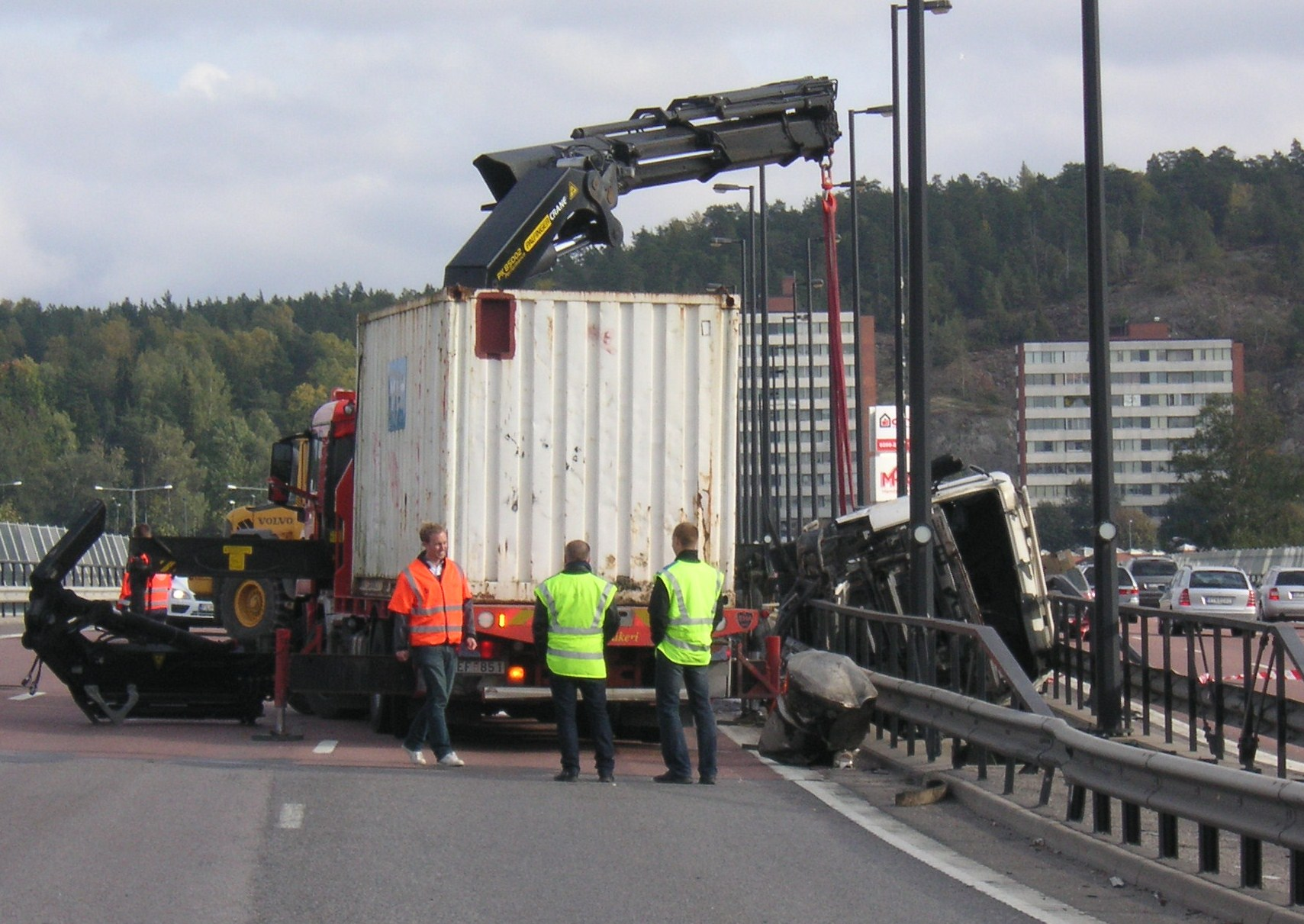
Olycka med personskada på Södertäljevägen, 2010
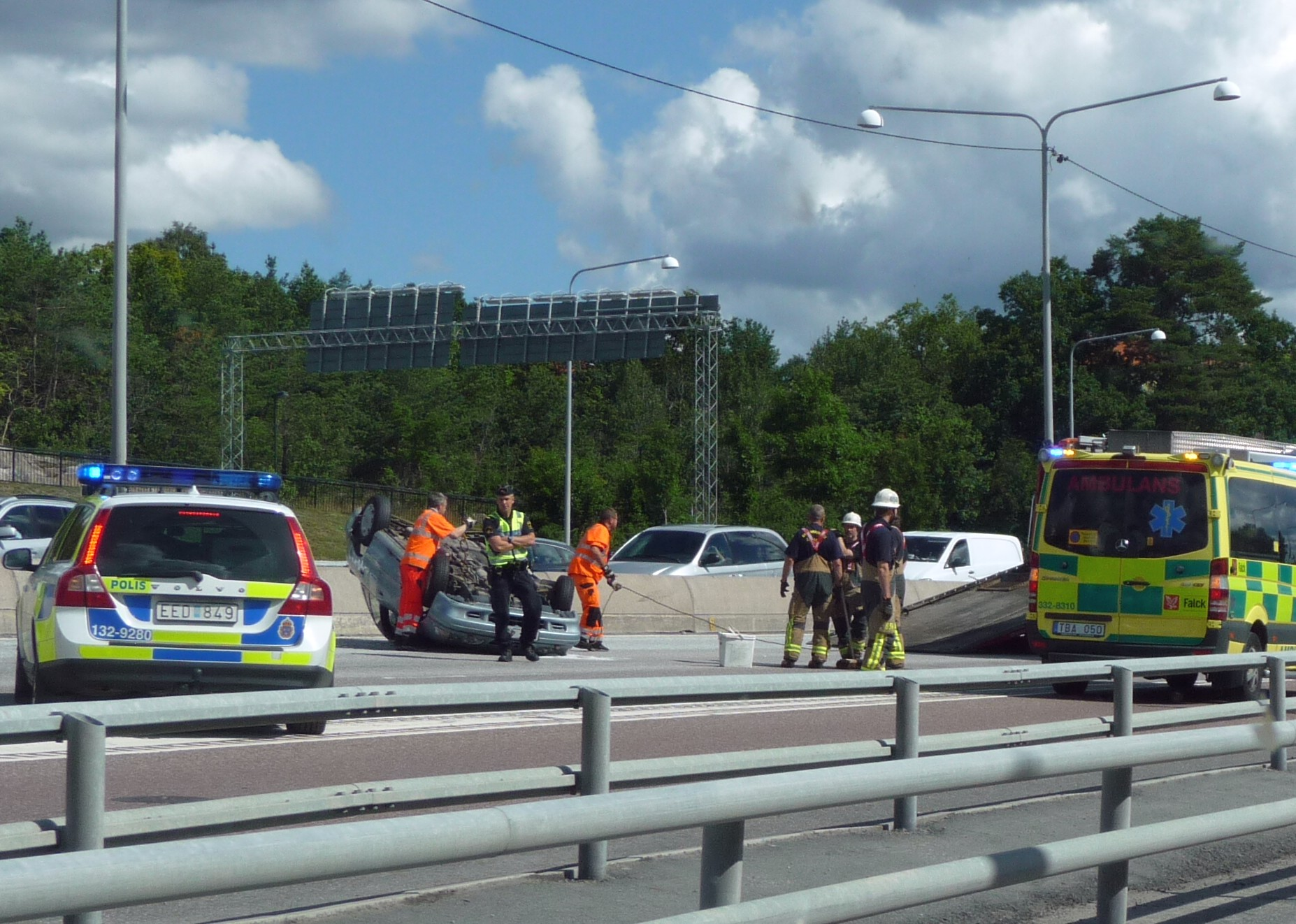
Olycka med personskada på Essingeleden, 2012
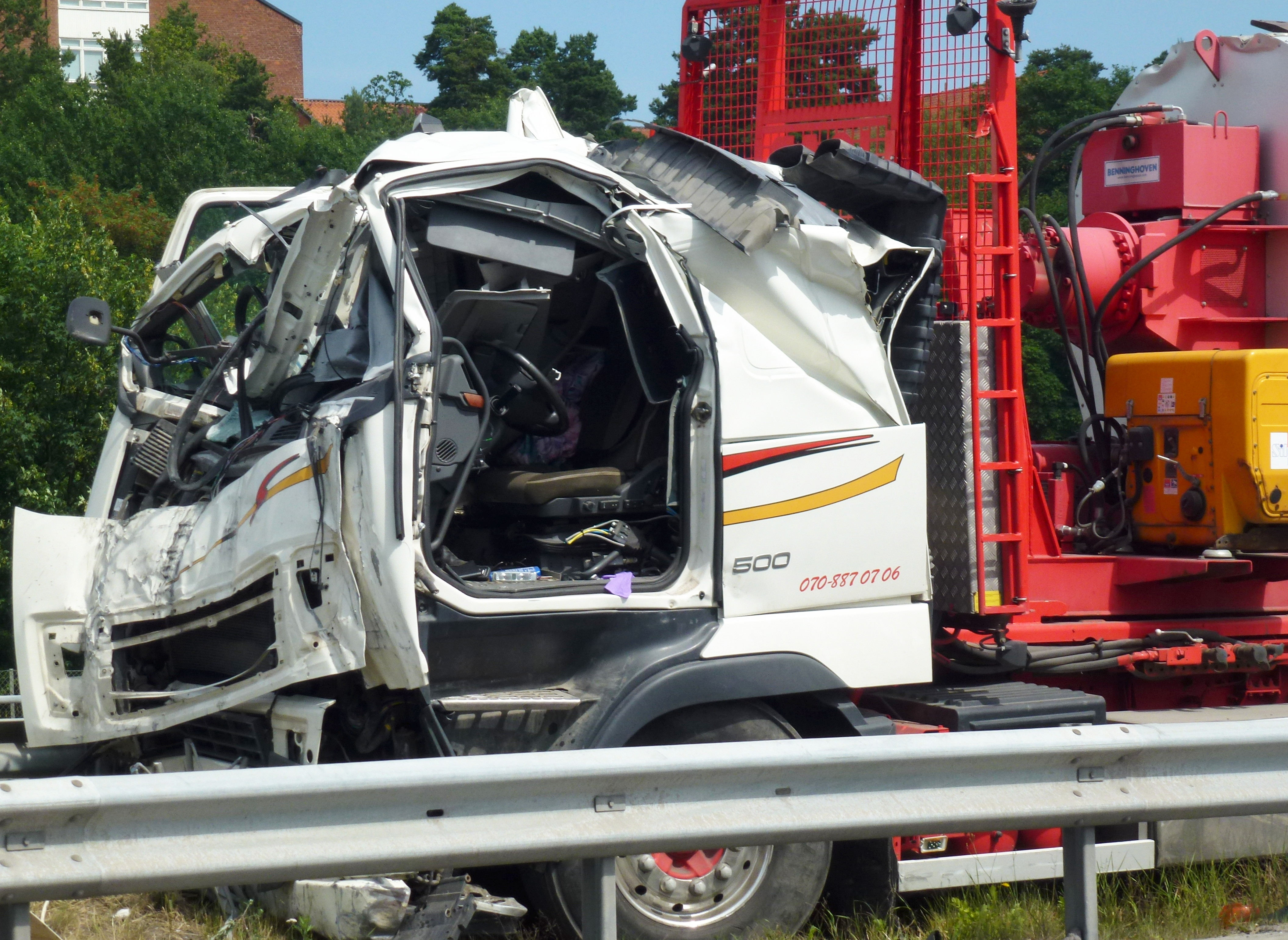
Olycka med personskada på Södertäljevägen, 2014

## Antal motorfordon
För att kunna jämföra antal vägtrafikolyckor från olika tidsepoker måste även hänsyn tas till antal motorfordon som trafikerade Stockholms gator under respektive epok (se Diagram 3). År 1905 ägde stockholmarna 177 personbilar, då fanns varken lastbilar, bussar eller motorcyklar. År 1913 kom de första lastbilarna och 1916 de första motorcyklarna. År 1923 trafikerade för första gången 50 bussar Stockholms gator. Antalet motorfordon har sedan vuxit mycket kraftigt. År 2003 fanns 385 091 registrerade personbilar, lastbilar, bussar och motorcyklar i Stockholm, av dem var 322 498 i trafik. Det finns tre tydliga svackor i utvecklingen: Under andra världskriget 1939-45 var det få motorfordon och några vågdalar inträffade kring 1974 och 1994 i samband med lågkonjunkturer. Vid årsskiftet 2004/2005 fanns 279 000 personbilar i trafik i Stockholms stad och 754 000 i Stockholms län. Det motsvarar 364 personbilar i trafik per tusen invånare i Stockholms stad. Stockholm är en av de kommuner i Sverige som har minst antal inregistrerade personbilar per invånare.

## Stockholm i nationell och internationell jämförelse

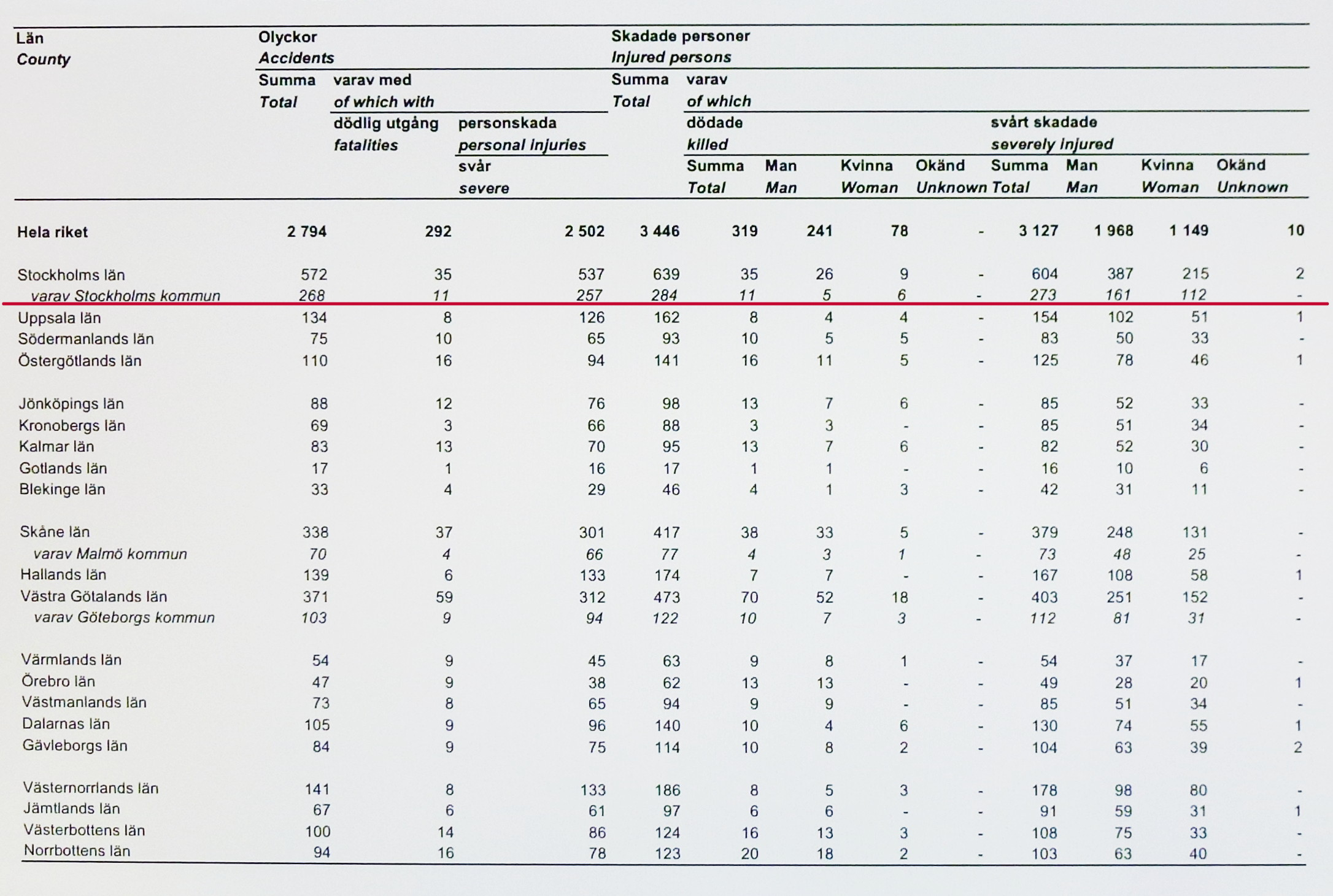
Trafikolyckor Sverige 2011.

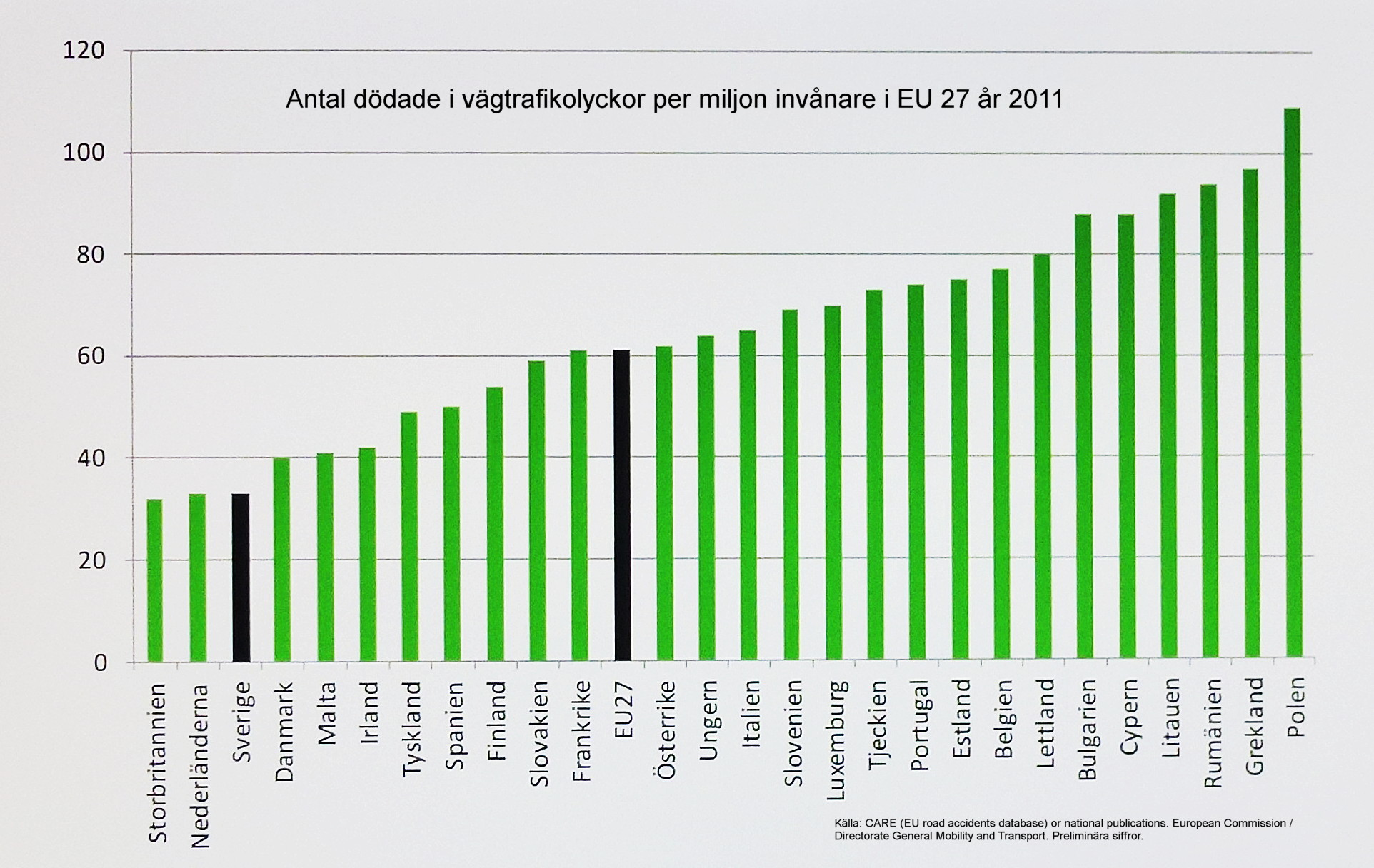
Vägtrafikdödade per miljon invånare i EU, 2011.

Stockholms län och Stockholms kommun redovisar visserligen flest trafikolyckor i absoluta tal, men räknar man om siffrorna i förhållande till länens invånarantal blir bilden en helt annan (se Diagram 2). Länen med högst antal dödade i förhållande till befolkningen finns främst i norra Sverige och Kalmar län. Stockholms län samt Stockholms kommun har lägst antal omkomna per invånare.
Under 2009 omkom i riket 3,8 personer per 100 000 invånare i vägtrafiken, ett dödstal som minskat med över 60 procent sedan 1985. Enligt Trafikanalys ”Vägtrafikskador 2009” var fördelningen mellan de tre kommunerna med lägst antal dödade och de tre länen med högst antal dödade per 100 000 invånare under år 2009 följande.
Genomsnitt:
- Riket: 3,8

Lägst:
- Stockholms kommun: 1,1
- Malmö kommun: 1,4
- Göteborgs kommun: 1,8

Högst:
- Örebro län: 6,5
- Kalmar län: 6,8
- Västerbottens län: 7,3

Som internationell jämförelse kan nämnas att Hamburg under samma period (2009) hade 1,8 dödade per 100 000 invånare och Berlin 1,4. För Tyskland som helhet var snittet 5,1. I EU-statistik för år 2009 ligger Tyskland på fjärde plats medan Sverige ligger på första plats med lägst antal dödade, följt av Storbritannien och Nederländerna. På de sista båda platserna med 13 dödade per 100 000 invånare ligger Grekland och Rumänien. Snittet för hela EU var 6,5 dödade per 100 000 invånare. Statistiken för år 2011 visar några förändringar. Då låg Storbritannien på första plats följt av Nederländerna och Sverige ungefär i jämnhöjd. Högst antal dödade hade Polen och Grekland.

## Diagram
Källor: Stockholms Stads Utrednings- och Statistikkontor AB: Rapporten befolkningen i Stockholm 1252-2005 samt  Dödade personer vid polisrapporterade vägtrafikolyckor, per län/storstad. Åren 1985 – 2009. Tabell 6.3 och Dufwa: ”Antal dödade personer i trafiken 1914 – 1980”, diagram sida 105. Beträffande antal registrerade motorfordon: Tabell: Registrerade bilar, lastbilar, bussar och motorcyklar 1905-2003.

### Diagram 1
| Antal polisrapporterade vägtrafikdödade i Stockholms stad respektive Stockholms kommun från 1914 till 2010 (uppgift för 1920 saknas). |

### Diagram 2
| Antal polisrapporterade vägtrafikdödade per 100.000 invånare i Stockholms stad respektive Stockholms kommun från 1914 till 2010 (uppgift för 1920 saknas). |

### Diagram 3
| Antal registrerade bilar, lastbilar, bussar och motorcyklar i Stockholms stad respektive Stockholms kommun från 1905 till 2003. |